# Парфёнов, Виктор Николаевич
Ви́ктор Никола́евич Парфёнов (род. 21 июня 1951 года, г. Батуми Аджарской АССР) — российский историк-антиковед, доктор исторических наук, профессор, с 1991 по 2009 — заведующий кафедрой истории Древнего мира Саратовского государственного университета. С 2009 — профессор кафедры «Культурология» Саратовского государственного технического университета. С 2020 — профессор кафедры Церковной истории Саратовской православной духовной семинарии.

## Биография
Родился в семье военнослужащего. В 1968 году окончил среднюю школу и поступил на исторический факультет Саратовского государственного университета имени Н. Г. Чернышевского.
В 1973 году окончил университет и был направлен на работу в Астраханский государственный педагогический институт имени С. М. Кирова, где работал в должности ассистента, затем старшего преподавателя исторического факультета. Читал лекции и вёл семинарские занятия по истории Древнего мира, истории Средних веков, вспомогательным историческим дисциплинам, руководил педагогической и археологической практиками.
В 1980 году перешёл на кафедру истории древнего мира Саратовского университета.
В 1983 году защитил кандидатскую диссертацию в Московском государственном педагогическом институте им. В. И. Ленина (научный руководитель — заведующий кафедрой истории древнего мира МГУ профессор В. И. Кузищин).
В 1987 году присвоено учёное звание доцента.
С 1991 года заведует кафедрой истории Древнего мира СГУ.
В 1995 году в Саратовском университете защитил докторскую диссертацию.
В 1997 году присвоено учёное звание профессора.
Читает общие курсы античной и римской истории, ряд спецкурсов, преподаёт древнегреческий и латинский языки для студентов и аспирантов в качестве дисциплин специализации, руководит спецсеминарами, подготовкой студенческих дипломных работ, кандидатских диссертаций аспирантами и соискателями. Под научным руководством В. Н. Парфёнова успешно защищено 6 кандидатских диссертаций.
Автор двух монографий, соавтор нескольких коллективных монографий, учебных и учебно-методических пособий и около восьмидесяти статей в периферийной, центральной и зарубежной научной печати. Постоянный участник региональных и всероссийских конференций историков древнего мира. Член бюро Российской ассоциации антиковедов, руководитель её регионального отделения. Был членом комиссии ВАК СССР по проверке работы специализированного Совета в Казанском университете (1987 г.), комиссии Министерства образования по аттестации Вятского социально-экономического института (2001 г.). В рамках программы Европейского сообщества «Темпус» в 1997 г. прошёл стажировку в университете Пуатье (Франция). В 1999—2000 гг. являлся членом экспертного совета по высшему образованию Института «Открытое общество» (Фонд Сороса). Под руководством В. Н. Парфёнова кафедра истории древнего мира Саратовского университета, где (из 10 преподавателей трое являются докторами и шесть — кандидатами наук) стала одним из ведущих научно-педагогических коллективов данного профиля среди российских университетов. Она активно сотрудничает с университетами, академическими учреждениями, другими научными центрами Российской Федерации, стран ближнего (Украина, Белоруссия) и дальнего (Германия, США, Канада, Румыния, Турция) зарубежья. Преподаватели кафедры получали гранты Российского фонда фундаментальных исследований, Российского гуманитарного научного фонда, Фонда Сороса, Министерства образования РФ, фонда «Киммерида», стипендию Фонда Александра Гумбольдта (ФРГ).

## Основные публикации
- Рим от Цезаря до Августа. Очерки социально-политической истории. Саратов, 1987. 148 c.
- Agrippa, Dynamis und Friedensaltar. Zur militarischen und politischen Geschichte des Bosporanischen Reiches nach Asandros // Historia. 1996. Bd. 45. H. 1. S. 95 — 103.
- Император Цезарь Август: Армия, Война, Политика. СПб.: Алетейя, 2001. 278 с.
- Император Домициан как военный лидер. К постановке проблемы // Историки в поисках новых смыслов. Казань, 2003. С. 255—265.
- Профессионализация римской армии и Галльские войны Цезаря / В. Н. Парфенов // Античный мир и археология. Вып. 2. Саратов, 1974. С. 72—89. Электронная публикация — http://ancientrome.ru/publik/article.htm?a=1350460017 Архивная копия от 29 июня 2021 на Wayback Machine